# Pierre Calvet-Rognat
Pour les articles homonymes, voir Calvet-Rognat.
Pierre Calvet-Rognat est un homme politique français né le 11 août 1812 à Salles-Curan (Aveyron) et mort le 30 août 1875 à Chamagnieu (Isère).

## Biographie
Neveu de Guillaume Capelle, ancien ministre de Charles X, il est maire de Chamagnieu et conseiller général de l'Aveyron. Il est député de l'Aveyron de 1852 à 1870. D'abord candidat officiel, il se rapproche du Tiers-Parti vers 1869 et signe l'adresse des 116. Il est le père d'Henri Calvet-Rognat, député de l'Aveyron.

## Sources
- « Pierre Calvet-Rognat », dans Adolphe Robert et Gaston Cougny, Dictionnaire des parlementaires français, Edgar Bourloton, 1889-1891 [détail de l’édition]